# Olympische Sommerspiele 1972/Hockey
Bei den XX. Olympischen Sommerspielen 1972 in München fand ein Wettkampf im Hockey (Herren) statt. Seit 1928 war das Hockey-Turnier fester Bestandteil der Olympischen Sommerspiele und seitdem hatte Indien und später Pakistan die Goldmedaille gewonnen. In München wurde mit Gastgeber Deutschland erstmals eine andere Nation Olympiasieger.

## Turniermodus
Wie bei den vorangegangenen Spielen in Mexiko-Stadt 1968 spielten die 16 Teilnehmer in 2 Gruppen A und B jeder gegen jeden. Die Ersten und Zweiten der Gruppen bestritten das Halbfinale und spielten anschließend um die Medaillen. Die Dritten und Vierten der Gruppen spielten ebenso die Plätze 5 bis 8 aus. Die Plätze 9 bis 16 wurden ohne Überkreuzspiele im direkten Vergleich zwischen den beiden Fünften, Sechsten, Siebten und Achten der Gruppen ermittelt.
Qualifiziert waren die 10 Teilnehmer der ersten Weltmeisterschaft, die 1971 in Barcelona stattgefunden hatte, darunter war auch der Gastgeber der Olympischen Spiele Deutschland. Die weiteren sechs Teilnehmer wurden über Qualifikationsturniere ermittelt, in Europa: Belgien, Großbritannien, Polen, in Asien/Ozeanien: Malaysia, Neuseeland, und in Amerika: Mexiko.

## Resultate

### Gruppe A
| Tag          | Zeit  | Begegnung                    | Ergebnis  |
| ------------ | ----- | ---------------------------- | --------- |
| 27. August   | 10:30 | BR Deutschland – Belgien     | 5:1 (3:1) |
| 27. August   | 13:30 | Pakistan – Frankreich        | 3:0 (1:0) |
| 27. August   | 13:30 | Malaysia – Uganda            | 3:1 (1:0) |
| 27. August   | 13:30 | Spanien – Argentinien        | 1:1 (0:1) |
| 28. August   | 15:00 | BR Deutschland – Malaysia    | 1:0 (1:0) |
| 28. August   | 15:00 | Belgien – Argentinien        | 1:1 (1:1) |
| 28. August   | 16:30 | Pakistan – Spanien           | 1:1 (1:1) |
| 28. August   | 16:30 | Frankreich – Uganda          | 3:1 (1:0) |
| 29. August   | 13:30 | Pakistan – Uganda            | 3:1 (2:0) |
| 29. August   | 15:00 | Spanien – Malaysia           | 0:00000   |
| 29. August   | 16:30 | BR Deutschland – Argentinien | 2:1 (2:0) |
| 29. August   | 16:30 | Belgien – Frankreich         | 1:0 (1:0) |
| 31. August   | 14:00 | BR Deutschland – Pakistan    | 2:1 (0:0) |
| 31. August   | 14:00 | Argentinien – Uganda         | 0:00000   |
| 31. August   | 15:30 | Spanien – Belgien            | 1:0 (0:0) |
| 31. August   | 15:30 | Frankreich – Malaysia        | 0:1 (0:1) |
| 1. September | 10:00 | Spanien – Frankreich         | 3:2 (3:1) |
| 1. September | 10:00 | Pakistan – Argentinien       | 3:1 (1:0) |
| 1. September | 11:30 | BR Deutschland – Uganda      | 1:1 (1:1) |
| 1. September | 11:30 | Belgien – Malaysia           | 2:4 (1:3) |
| 3. September | 10:30 | BR Deutschland – Spanien     | 2:1 (0:1) |
| 3. September | 10:30 | Pakistan – Malaysia          | 3:0 (1:0) |
| 3. September | 13:00 | Frankreich – Argentinien     | 1:0 (1:0) |
| 3. September | 13:00 | Belgien – Uganda             | 2:0 (0:0) |
| 4. September | 10:00 | Spanien – Uganda             | 2:2 (2:2) |
| 4. September | 10:00 | Pakistan – Belgien           | 3:1 (1:1) |
| 4. September | 11:30 | BR Deutschland – Frankreich  | 4:0 (3:0) |
| 4. September | 11:30 | Malaysia – Argentinien       | 1:0 (0:0) |

|    | Team           | Sp. | S | U | N | Tore   | ±   | Punkte |
| -- | -------------- | --- | - | - | - | ------ | --- | ------ |
| 1. | BR Deutschland | 7   | 6 | 1 | 0 | 17:5   | +12 | 13:1   |
| 2. | Pakistan       | 7   | 5 | 1 | 1 | 17:6   | +11 | 11:3   |
| 3. | Malaysia       | 7   | 4 | 1 | 2 | 09:7   | +02 | 09:5   |
| 4. | Spanien        | 7   | 2 | 4 | 1 | 09:8   | +01 | 08:6   |
| 5. | Belgien        | 7   | 2 | 1 | 4 | 008:14 | −06 | 05:9   |
| 6. | Frankreich     | 7   | 2 | 0 | 5 | 006:13 | −07 | 004:10 |
| 7. | Argentinien    | 7   | 0 | 3 | 4 | 04:9   | −05 | 003:11 |
| 8. | Uganda         | 7   | 0 | 3 | 4 | 006:14 | −08 | 003:11 |

Halbfinale um Platz 1–4 Überkreuzspiele um Platz 5–8

### Gruppe B
| Tag          | Zeit  | Begegnung                    | Ergebnis    |
| ------------ | ----- | ---------------------------- | ----------- |
| 27. August   | 15:00 | Indien – Niederlande         | 1:1 (1:1)   |
| 27. August   | 15:00 | Kenia – Polen                | 0:1 (0:1)   |
| 27. August   | 16:30 | Australien – Neuseeland      | 0:00000     |
| 27. August   | 16:30 | Großbritannien – Mexiko      | 6:0 (1:0)   |
| 28. August   | 10:00 | Australien – Kenia           | 3:1 (1:0)   |
| 28. August   | 10:00 | Neuseeland – Mexiko          | 7:0 (3:0)   |
| 28. August   | 11:30 | Indien – Großbritannien      | 5:0 (4:0)   |
| 28. August   | 11:30 | Niederlande – Polen          | 4:2 (3:0)   |
| 30. August   | 13:30 | Polen – Mexiko               | 3:0 (1:0)   |
| 30. August   | 15:00 | Kenia – Niederlande          | 1:5 (0:2)   |
| 30. August   | 15:00 | Neuseeland – Großbritannien  | 2:1 (2:0)   |
| 30. August   | 16:30 | Australien – Indien          | 1:3 (1:2)   |
| 31. August   | 10:00 | Kenia – Großbritannien       | 0:2 (0:1)   |
| 31. August   | 10:00 | Indien – Polen               | 2:2 (1:0)   |
| 31. August   | 11:30 | Niederlande – Neuseeland     | 2:0 (1:0)   |
| 31. August   | 11:30 | Australien – Mexiko          | 10:0 (6:0)0 |
| 2. September | 10:00 | Neuseeland – Polen           | 3:3 (1:2)   |
| 2. September | 10:00 | Indien – Kenia               | 3:2 (0:1)   |
| 2. September | 11:30 | Australien – Großbritannien  | 1:1 (1:1)   |
| 2. September | 11:30 | Niederlande – Mexiko         | 4:0 (3:0)   |
| 3. September | 14:30 | Niederlande – Großbritannien | 1:3 (1:1)   |
| 3. September | 14:30 | Australien – Polen           | 1:0 (1:0)   |
| 3. September | 16:00 | Kenia – Neuseeland           | 2:2 (2:2)   |
| 3. September | 16:00 | Indien – Mexiko              | 8:0 (4:0)   |
| 4. September | 14:00 | Australien – Niederlande     | 2:3 (1:3)   |
| 4. September | 14:00 | Kenia – Mexiko               | 2:1 (1:0)   |
| 4. September | 15:30 | Indien – Neuseeland          | 3:2 (1:1)   |
| 4. September | 15:30 | Großbritannien – Polen       | 2:1 (1:1)   |

|    | Team           | Sp. | S | U | N | Tore   | ±   | Punkte |
| -- | -------------- | --- | - | - | - | ------ | --- | ------ |
| 1. | Indien         | 7   | 6 | 1 | 0 | 25:8   | +17 | 13:1   |
| 2. | Niederlande    | 7   | 5 | 1 | 1 | 20:9   | +11 | 11:3   |
| 3. | Großbritannien | 7   | 4 | 1 | 2 | 015:10 | +05 | 09:5   |
| 4. | Australien     | 7   | 3 | 2 | 2 | 18:8   | +10 | 08:6   |
| 5. | Neuseeland     | 7   | 2 | 3 | 2 | 016:11 | +05 | 07:7   |
| 6. | Polen          | 7   | 2 | 2 | 3 | 012:12 | ±0  | 06:8   |
| 7. | Kenia          | 7   | 1 | 1 | 5 | 008:17 | −09 | 003:11 |
| 8. | Mexiko         | 7   | 0 | 0 | 7 | 001:40 | −39 | 000:14 |

Halbfinale um Platz 1–4 Überkreuzspiele um Platz 5–8

### Überkreuzspiele
| Tag                      | Zeit  | Begegnung                    | Ergebnis             |
| ------------------------ | ----- | ---------------------------- | -------------------- |
| 3. A – 4. B 7. September | 14:00 | Malaysia – Australien        | 1:2 n. V. (1:0, 1:1) |
| 4. A – 3. B 7. September | 16:00 | Spanien – Großbritannien     | 0:2 (0:1)            |
| Halbfinale 8. September  | 10:00 | BR Deutschland – Niederlande | 3:0 (1:0)            |
| Halbfinale 8. September  | 11:30 | Pakistan – Indien            | 2:0 (2:0)            |

### Platzierungsspiele
| Tag                            | Zeit  | Begegnung                   | Ergebnis                                 |
| ------------------------------ | ----- | --------------------------- | ---------------------------------------- |
| Spiel um Platz 15 7. September | 10:00 | Uganda – Mexiko             | 4:1 (1:1)                                |
| Spiel um Platz 13 7. September | 11:30 | Argentinien – Kenia         | 0:1 n. V. (0:0, 0:0)                     |
| Spiel um Platz 11 8. September | 16:00 | Frankreich – Polen          | 4:4 n. V. (4:4, 2:1) 0:3 im 7-m-Schießen |
| Spiel um Platz 9 8. September  | 14:00 | Belgien – Neuseeland        | 1:2 (0:0)                                |
| Spiel um Platz 7 9. September  | 10:00 | Malaysia – Spanien          | 1:2 (0:2)                                |
| Spiel um Platz 5 9. September  | 11:30 | Australien – Großbritannien | 2:1 n. V. (1:1, 0:0)                     |
| Spiel um Platz 3 10. September | 10:00 | Niederlande – Indien        | 1:2 (1:1)                                |
| Finale 10. September           | 12:00 | BR Deutschland – Pakistan   | 1:0 (0:0)                                |

| Rangliste | Rangliste      |
| --------- | -------------- |
| 1.        | BR Deutschland |
| 2.        | Pakistan       |
| 3.        | Indien         |
| 4.        | Niederlande    |
| 5.        | Australien     |
| 6.        | Großbritannien |
| 7.        | Spanien        |
| 8.        | Malaysia       |
| 9.        | Neuseeland     |
| 10.       | Belgien        |
| 11.       | Polen          |
| 12.       | Frankreich     |
| 13.       | Kenia          |
| 14.       | Argentinien    |
| 15.       | Uganda         |
| 16.       | Mexiko         |

Nach einem Tor von Michael Krause in der 60. Minute durch eine verwandelte Strafecke, gewann der Gastgeber das Endspiel vor 15.000 Zuschauern mit 1:0 gegen Titelverteidiger Pakistan.
Im Finale spielte das deutsche Team mit Peter Kraus (Rüsselsheimer RK) – Michael Peter (HC Heidelberg) – Dieter Freise (HC Heidelberg), Michael Krause (Schwarz-Weiß Köln), Eduard Thelen (Rot-Weiss Köln) – Horst Dröse (SC Frankfurt 1880), Carsten Keller  (Berliner HC) – Ulrich Klaes (Rot-Weiss Köln), Wolfgang Baumgart (SC Frankfurt 1880), Uli Vos (Gladbacher HTC) und Peter Trump (TG Frankenthal).
Zu einem Eklat kam es bei der Siegerehrung, als die pakistanischen Spieler und ihre Anhänger die deutschen Spieler und Zuschauer beschimpften und sich auf dem Siegerpodest weigerten, der deutschen Fahne die Ehrerbietung zu erweisen. Als Konsequenz schloss das IOC die pakistanischen Spieler auf Dauer von Olympischen Spielen und internationalen Spielen außerhalb Pakistans aus. Nachdem sich Staatspräsident Zulfikar Ali Bhutto bei der deutschen Bundesregierung entschuldigt hatte, wurde die Mannschaft 1976 begnadigt.
Da das IOC nur den im Finale eingesetzten 13 Spielern Goldmedaillen verliehen hatte, bestellte Bundesaußenminister Walter Scheel auf seine Rechnung fünf Nachprägungen für die Reservespieler.

## Medaillengewinner
| | | | 4 |
| Deutschland | Pakistan | Indien | Niederlande |
| --- | --- | --- | --- |
| Wolfgang Baumgart Horst Dröse Dieter Freise Michael Krause Carsten Keller Ulrich Klaes Peter Kraus Detlev Kittstein Michael Peter Uli Vos Peter Trump Eckart Suhl Fritz Schmidt Eduard Thelen Wolfgang Rott Rainer Seifert Werner Kaessmann Wolfgang Strödter | Saleem Sherwani Akhtarul Islam Munawaruz Zaman Saeed Anwar Riaz Ahmed Fazalur Rehman Islahud Din Muhammed Shahnaz Mudassar Asghar Abdul Rashid Muhammad Asad Malik Rasool Akhtar Jahangir Butt Iftikhar Ahmed Syed | Govinda Billimogaputtaswamy Charles Cornelius Manuel Frederick Michael Kindo Ashok Kumar Ganesh Mollerapoovayya Krishnamurty Perumal Ajitpal Singh Harbinder Singh Harcharan Singh Harmik Singh Kulwant Singh Mukhbain Singh Varinder Singh Vece Paes | André Bolhuis Jan Willem Buij Marinus Dijkerman Thijs Kaanders Coen Kranenberg Ties Kruize Wouter Leefers Flip van Lidth de Jeude Paul Litjens Irving van Nes Maarten Sikking Frans Spits Nico Spits Bart Taminiau Kik Thole Piet Weemers Jeroen Zweerts Paul Brauckmann |

### Torschützenliste
|   | Spieler          | Tore |
| - | ---------------- | ---- |
| 1 | Ties Kruize      | 17   |
| 2 | Michael Krause   | 10   |
| 3 | Ronald Riley     | 8    |
| 4 | Mukhbain Singh   | 7    |
| 4 | Gregory Dayman   | 7    |
| 6 | Abdul Rashid     | 6    |
| 6 | Barry Maister    | 6    |
| 6 | Henryk Grotowski | 6    |
| 9 | Paul Svehlik     | 5    |

## Ehrungen der Olympiasieger
Bei der Wahl zur Mannschaft des Jahres konnte sich die Hockeynationalmannschaft vor der deutschen Fußballnationalmannschaft platzieren, die 1972 die Fußball-Europameisterschaft gewonnen hatte.